# Milton Krest
Milton Krest é uma personagem do filme 007 - Permissão Para Matar (Licence to Kill), o primeiro da série não-baseado numa obra de Ian Fleming, de 1989. Originalmente, a personagem aparece no pequeno conto de Fleming The Hildebrand Rarity, integrante do livreto de contos For Your Eyes Only, publicado em 1960, no qual seu costume de chicotear as mulheres com quem se envolve foi transportado para o filme, mas sendo característico do principal vilão, o barão das drogas centro-americano Franz Sanchez. Em Licence to Kill, a personagem é interpretada pelo ator norte-americano Anthony Zerbe.

## Características
Krest é um integrante de um grande cartel internacional de drogas chefiado por Franz Sanchez. Dono de uma companhia de pesquisa marinha, que tem como fachada estudar melhoramentos genéticos em peixes para alimentar o Terceiro Mundo, a usa como base de operações do cartel, na qual também cria e vende tubarões.

## No filme
Como capanga de Sanchez, Krest usa seu mini-submarino de pesquisas, o Sentinela, para fazer a distribuição de cocaína em alto mar, para revendedores que vão a seu encontro em barcos ou hidroaviões. Sua posição na organização criminosa começa a se complicar quando, bêbado, tenta seduzir a amante de seu chefe, Lupe Lamora, que finge aceitar as investidas de Krest em seu barco, onde se encontra presa, para que ele não perceba a ação de James Bond a bordo, sabotando a último carregamento de drogas do cartel e fugindo com 5 milhões de dólares pertencentes a Sanchez, o que deixa Krest parecendo culpado do roubo aos olhos do traficante.
Bond, que se infiltra no círculo íntimo do traficante com sendo um ex-agente do serviço secreto britânico (o que é verdade e investigado pelo cartel, pois ele se demite do MI-6 no início do filme, depois de M proibi-lo de procurar sua vingança pessoal contra Sanchez), convence Sanchez de que Krest o está roubando, escondendo dentro da empresa de Krest o dinheiro que ele, Bond, roubou anteriormente do barco.
Com a evidência do dinheiro achado na base de Krest, Sanchez ordena sua morte aos capangas, que o prendem dentro de uma câmara de descompressão, e, aumentando a pressão do ar no interior da câmara por um tubo externo, causam um rápida e violenta descompressão fazendo com que Krest literalmente exploda dentro dela. A cena, uma das mais violentas de toda a série de filmes de James Bond, foi censurada nos cinemas dos Estados Unidos e do Reino Unido quando de seu lançamento.